# Yuichi Nemoto
Yuichi Nemoto (根本 裕一 Nemoto Yuichi?), född 21 juli 1981 i Ibaraki prefektur, är en japansk före detta fotbollsspelare.
Nemoto började sin karriär 2000 i Kashima Antlers. Med Kashima Antlers vann han japanska ligan 2000, 2001, japanska ligacupen 2000 och japanska cupen 2000. 2002 flyttade han till Cerezo Osaka. Efter Cerezo Osaka spelade han för Vegalta Sendai, Oita Trinita, JEF United Chiba och Zweigen Kanazawa. Han avslutade karriären 2012.